# Arnheiður Eiríksdóttir
Arnheiður Eiríksdóttir (* 9. srpna 1990, Reykjavík) je islandská operní pěvkyně-mezzosopranistka. Od divadelní sezony 2020/21 je sólistkou Opery Národního divadla. Jejím manželem je operní pěvec Lukáš Bařák.

## Život
Narodila se na Islandu a už odmala zpívala ve sborech a v kostele. Roku 2000 začala studovat na Hudební konzervatoři v Reykjavíku hru na klavír a během toho chodila i na hodiny zpěvu. V roce 2007 se proto rozhodla pro studium zpěvu a na jaře 2012 absolvovala z tohoto předmětu diplomovou zkoušku pod vedením Hlín Pétursdóttirové. Následně pokračovala se studiem zpěvu na Universität für Musik und darstellende Kunst Wien. Až zde se ve Státní opeře nejvíce oblíbila operu. V létě 2014 se úspěšně objevila v roli Cherubina v Mozartově Figarově svatbě v Zámeckém divadle Schönbrunn ve Vídni a v německém Münsteru s EinKlang Philharmonie.
V roce 2016 udělala s vyznamenáním bakalářskou zkoušku a v témže roce dále pokračovala na magisterském studiu na stejné univerzitě. Roku 2018 se stala členkou Opery v Kolíně nad Rýnem, kde ztvárnila řadu rolí. Po předzpívání v Praze ji na druhý den zavolali s nabídkou angažmá v Národním divadle. Nabídku přijala a od sezony 2020/21 je sólistkou Opery Národního divadla v Praze, kde debutovala 7. října 2021 jako Rosina v Lazebníku sevillském.
Během své operní kariéry hostovala v řadu zemích. Jako Dorabella v Così fan tutte se představila v jihokorejském Tegu a v roli Jeníčka v Jeníčkovi a Mařence a Suzuki v Madama Butterfly v Islandské opeře v Reykjavíku. Prince Orlofského v Netopýrovi ztvárnila na letním operním festivalu v Rakousku a v roce 2023 se představila jako Varvara v Kátě Kabanové v norské Národní opeře v Bergenu.
Jejím manželem je operní pěvec Lukáš Bařák, sólista opery Národního divadla. Oba studovali na Universität für Musik und darstellende Kunst Wien. Po studiích působili v Opeře v Kolíně nad Rýnem, kde Bařák zpočátku hostoval. Později získali angažmá v opeře Národního divadla v Praze.
Během letech 2011 až 2013 doprovázela jako zpěvačka a tanečnice zpěvačku Björk na jejím turné. Na zahájení divadelní sezony 2022/2023 obdržela Cenu ředitele Národního divadla pro umělce do 35 let v oboru opera. V roce 2023 obdržela cenu Thálie v oboru opera za ztvárnění role Oktaviana v opeře Růžový kavalír v Národním divadle. V roce 2024 byla nominovaná na cenu Thálie za ztvárnění role Skladatele v opeře Ariadna na Naxu.

## Operní role
Opera Kolín nad Rýnem
- Slavík – role Smrt
- Carmen – role Mercedes
- Kouzelná flétna pro děti – role Třetí dáma
- Cesta do Remeše – role Modestina
- Škola žárlivých – role Carlott
- Scény ze života svaté Jany – role Svatá Margarete
- Street Scene – role Jennie Hildebrand
- Hoffmannovy povídky pro děti – role Múza/Niklas
- Ďábel se třemi zlatými vlasy – role Glückskind

Národní divadlo
- Káťa Kabanová – role Varvara
- Romeo a Julie – role Stefano
- Lazebník sevillský – role Rosina
- Così fan tutte – role Dorabella
- Růžový kavalír – role Oktavian
- Figarova svatba – role Cherubín
- Le Grand Macabre – role Amando
- Rusalka – role Kuchtík
- Ariadna na Naxu – role Skladatel
- Jeníček a Mařenka – role Jeníček
- Médea - role Neris
- Werther - role Charlotta